# Jud Lew
Pour les articles homonymes, voir Lew.
Jud Lew (un Juif nommé Löw, i.e. « lion ») était un maître d'escrime allemand du XVe siècle. Son nom vient du fait qu'il était juif. Pour des raisons inconnues, Paulus Kal ne l'a pas intégré aux 17 membres de la société de Johannes Liechtenauer (Gesellschaft Liechtenauers).
Il est, dans les années 1450, l'auteur d'un traité d'escrime : le Cod.I.6.4°.3, désormais conservé à Augsbourg. Le traité de Jud Lew dépend probablement de celui de Peter von Danzig, les deux maîtres d'armes se connaissaient sûrement.

## Source
- Page sur Jud Lew sur wikitenaeur.com

- (en) Cet article est partiellement ou en totalité issu de l’article de Wikipédia en anglais intitulé « Jud Lew » (voir la liste des auteurs).